# ディラン・ジョーブ
ディラン・ジョーブ（英: Dylan Jobe）は、LightBoxに在籍するアメリカ合衆国のゲームデザイナー。PlayStation 3専用オンラインマルチプレイゲーム、WARHAWKを手がけたことで知られる。2010年6月現在はWARHAWKに続く作品StarHawk（仮称）の開発に携わっている。Twitterで手作り寿司を披露したこともある。